# Cheonan
Cheonan (del coreano: 천안), oficialmente Ciudad de Cheonan (en coreano: 천안시, Cheonan-si), es una ciudad de la provincia de Chungcheong del Sur, en Corea del Sur. Está localizada en 36°49′N 127°10′E / 36.817, 127.167, aproximadamente 80 km al sur de Seúl. La ciudad está conectada a Seúl y Daejeon, ambas por vía terrestre y por tren. Los trenes de la línea ferroviaria Gyeongbu, la más importante de Corea del Sur, paran en la estación de Cheonan, situada en el centro de la ciudad, mientras que el Korea Train Express para en la estación de Cheonan-Asan. La línea 1 del Metro de Seúl se ha extendido hasta Cheonan: el tramo entró en funcionamiento en enero de 2005.
Cheonan es conocida por varios productos agrícolas, como las uvas o la pera china, así como por un pequeño pastel con sabor a nuez, con la forma y tamaño de una nuez.. Su principal atracción turística es el Independence Hall, un complejo de museos patrióticos, monumentos y jardines, que incluye el Museo de la Agresión Japonesa.